# Endoplazmatikus retikulum

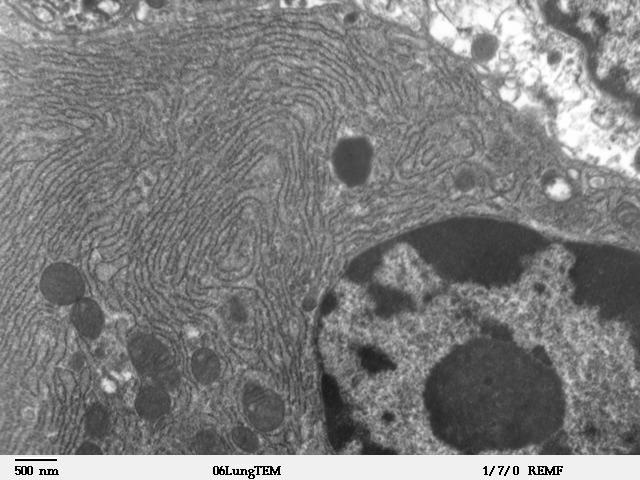
Durva felszínű endoplazmatikus retikulum transzmissziós elektronmikroszkópos felvételen

Transzláció: A riboszóma sárga és zöldben, transzfer RNS sötétkékben, más fehérjék világoskékben; membrán és hírvivő RNS feketében, az endoplazmatikus retikulum belsője szürkében

Az endoplazmatikus retikulum (ER) szinte minden eukarióta sejt alkotója. Egy vakon végződő csövekből, zsákszerű kitüremkedésekből és széles lemezrendszerekből álló, összefüggő membránstruktúra. Formája és mérete nagyban függ a sejt funkciójától. Fontos szerepe van a sejt fehérjeszintézisében, a lipidanyagcserében, valamint részt vesz a sejt számára káros anyagok és anyagcseretermékek ártalmatlanításában. Idővel felfedezték, hogy az endoplazmatikus retikulumnak két eltérő felépítésű típusa van, a durva felszínű vagy szemcsés (DER) és a sima felszínű (SER). Ma már tudjuk, hogy az eltérő felépítés eltérő anyagcsere-feladatokat is lát el. A két típus nem különül el élesen egymástól, gyakran folyamatosan, minden határvonal nélkül mennek át egymásba. A SER fehérjéinek egy része is a DER-ban épül fel. Az endoplazmatikus retikulum két fajtájának aránya is nagyban függ a sejt funkciójától. Az ER szerkezetét George Emil Palade román származású amerikai biológus írta le, munkásságáért 1974-ben Nobel-díjat is kapott.

## Durva felszínű endoplazmatikus retikulum (DER)
Mirigysejtek fejlett endoplazmatikus retikulummal rendelkeznek, ezek funkciója a váladékfehérjék szintézise és ürítése. Neve arra utal, hogy a lapos, zsákokból és ciszternákból álló membrán felületén apró szemcsékként ülnek a fehérjék bioszintézisét végző riboszómák. Ezek a riboszómák a sejtmagvacskában alegységként keletkeznek, majd a citoplazmában kapcsolódnak össze. Itt aztán vagy a DER-hez kapcsolódnak, vagy szabadon maradnak a citoplazmában. A DER-hez kötött riboszómák feladata a leadásra szánt fehérjék és a membránok fehérjéinek szintézise.

## Sima felszínű endoplazmatikus retikulum (SER)
Ehhez a típushoz nem kapcsolódnak riboszómák. A SER membránokkal határolt tubulusok összetett hálózatából áll, mérete nagyban függ a sejt típusától. Igen fejlett azokban a sejtekben, amelyekben intenzív lipidanyagcsere folyik (pl. szteroidtermelő sejtek). A koleszterin és a foszfatidok nagy részét is ezeknek a membránoknak az enzimrendszerei szintetizálják.